# Zivver
Zivver is een platform voor veilige communicatie, en een in 2015 opgericht gelijknamig Nederlands bedrijf dat de dienst aanbiedt. Zivver biedt oplossingen om veilig te e-mailen, chatten, videobellen en bestanden uit te wisselen. In 2017 werd Zivver genomineerd voor een Computable Award, in de categorie "Nederlandse Startup van het Jaar". Zivver gebruikt opensourcesoftware, zoals Jitsi, en voegt daar extra veiligheidsmaatregelen aan toe.

## Klanten
In 2020 gebruikten ruim 3.500 organisaties Zivver, waaronder 40 procent van de Nederlandse ziekenhuizen, alle onderdelen van het ministerie van Justitie en Veiligheid, tientallen gemeentes en grote verzekeraars als Achmea en Nationale Nederlanden. Ook de ANT gebruikt Zivver.